# Jazd (provincie)
Jazd (persky استان یزد‎) je provincie Íránu, která leží v jeho centrální části. Má rozlohu 76 469 km² a je rozdělena do jedenácti krajů Maybod, Mehríz, Taft, Ardakan, Behabád, Chatam, Sadogh, Bafq, Abar Kúh, Tabas a hlavní město Jazd.

## Obyvatelstvo
Obyvatelstvo jsou převážně muslimové šíitského vyznání. Existuje zde ovšem nezanedbatelná komunita lidí vyznávající původní náboženství Zoroastrismus.